# Loporzano
Loporzano település Spanyolországban, Huesca tartományban. Loporzano Alcalá del Obispo, Monflorite-Lascasas, Huesca, Tierz, Quicena, Nueno, Casbas de Huesca, Ibieca és Siétamo községekkel határos. Lakosainak száma 557 fő (2024).

## Népesség
A település népessége az utóbbi években az alábbiak szerint változott:
| Lakosok száma | 513  | 520  | 520  | 542  | 563  | 535  | 536  | 530  | 574  | 557  |
|               | 2001 | 2004 | 2006 | 2009 | 2011 | 2014 | 2016 | 2019 | 2021 | 2024 |